# Heptathela
Heptathela is een geslacht van spinnen uit de familie Liphistiidae. De typesoort van het geslacht is Liphistius kimurai Kishida, 1920.

## Soorten
- Heptathela abca Ono, 1999
- Heptathela amamiensis Haupt, 1983
- Heptathela australis (Ono, 2002)
- Heptathela bristowei Gertsch, 1967
- Heptathela ciliensis Yin, Tang & Xu, 2003
- Heptathela cipingensis (Wang, 1989)
- Heptathela cucphuongensis Ono, 1999
- Heptathela goulouensis Yin, 2001
- Heptathela hangzhouensis Chen, Zhang & Zhu, 1981
- Heptathela heyangensis (Zhu & Wang, 1984)
- Heptathela higoensis Haupt, 1983
- Heptathela hongkong Song & Wu, 1997
- Heptathela hunanensis Song & Haupt, 1984
- Heptathela jianganensis Chen et al., 1988
- Heptathela kanenoi Ono, 1996
- Heptathela kikuyai Ono, 1998
- Heptathela kimurai (Kishida, 1920)[3]
- Heptathela luotianensis Yin et al., 2002
- Heptathela mangshan Bao, Yin & Xu, 2003
- Heptathela nishikawai Ono, 1998
- Heptathela nui Schwendinger & Ono, 2011
- Heptathela sapana (Ono, 2010)
- Heptathela schensiensis (Schenkel, 1953)
- Heptathela shei Xu & Yin, 2001
- Heptathela sinensis Bishop & Crosby, 1932
- Heptathela tomokunii Ono, 1997
- Heptathela tonkinensis (Bristowe, 1933)
- Heptathela wosanensis Wang & Jiao, 1995
- Heptathela xianningensis Yin et al., 2002
- Heptathela yaginumai Ono, 1998
- Heptathela yakushimaensis Ono, 1998
- Heptathela yanbaruensis Haupt, 1983
- Heptathela yunnanensis Song & Haupt, 1984

### Synoniemen
- Abcathela abca Ono, 2000 = Heptathela abca Ono, 1999
- Heptathela kimurai amamiensis Haupt, 1983 = Heptathela amamiensis Haupt, 1983
- Songthela australis Ono, 2002 = Heptathela australis (Ono, 2002)
- Abcathela bristowei Ono, 2000 = Heptathela bristowei Gertsch, 1967
- Heptathela bristowai Yin et al., 2012 = Heptathela bristowei Gertsch, 1967
- Heptathela suoxiyuensis Yin, Tang & Xu, 2003 = Heptathela ciliensis Yin, Tang & Xu, 2003
- Liphistius cipingensis Wang, 1989 =  Heptathela cipingensis (Wang, 1989)
- Songthela cipingensis Ono, 2000 =  Heptathela cipingensis (Wang, 1989)
- Vinathela cucphuongensis Ono, 2000 = Heptathela cucphuongensis Ono, 1999

### Nomen nudum
- Heptathela beihequan Yin, 2001